# Robert David Levin
Robert David Levin (sinh ngày 13 tháng 10 năm 1947) là một nghệ sĩ piano cổ điển, nhà âm nhạc học và nhà soạn nhạc người Mỹ.

## Cuộc đời
Sinh ra ở Brooklyn, ông theo học tại trường đại học Harvard, nơi ông lấy bằng Cử nhân nghệ thuật với danh hiệu ưu tú magna cum laude vào năm 1968 bằng luận án mang tên Những công trình chưa hoàn thành của WA Mozart.
Sự nghiệp học thuật của Levin bao gồm giảng dạy và dạy kèm các buổi thực hành biểu diễn (đặc biệt là liên quan đến nhạc cụ bàn phím và chỉ huy, chú trọng đến thời kỳ Cổ điển) cùng với lý thuyết và lịch sử âm nhạc.
Levin đã hoàn thành và phục dựng một số tác phẩm thế kỷ 18, đặc biệt là các tác phẩm dở dang của Mozart và Johann Sebastian Bach.

## Danh sách đĩa nhạc
- Ludwig van Beethoven. Cello Sonatas. Robert Levin & Steven Isserlis. Hyperion Records Limited
- Ludwig van Beethoven. Piano Concertos. Robert Levin & Orchestre Revolutionnaire et Romantique, John Eliot Gardiner. Archiv Produktion
- Wolfgang Amadeus Mozart. Piano Concertos K271 & K414. Robert Levin & The Academy of Ancient Music, Christopher Hogwood. Trên cây đàn piano của Walter, được sao chép bởi Paul McNulty. Éditions de l'Oiseau-Lyre
- Wolfgang Amadeus Mozart. Piano Concertos K453 & K466. Robert Levin & The Academy of Ancient Music, Christopher Hogwood. Éditions de l'Oiseau-Lyre
- Wolfgang Amadeus Mozart. Piano Concertos K456 & K459. Robert Levin & The Academy of Ancient Music, Christopher Hogwood. Éditions de l'Oiseau-Lyre
- Wolfgang Amadeus Mozart. The Piano Sonatas. Robert Levin. Trên cây đàn piano do Anton Walter chế tạo và thuộc sở hữu của Mozart. ECM New Series.
- Franz Joseph Haydn. The Last 4 Piano Trios: H 15 no 27-30. Robert Levin & Vera Beths, Anner Bylsma. SC Vivarte Series 53120
- Henri Dutilleux. D'ombre et de silence (Piano Sonata, Preludes, etc.). ECM New Series 2105
- Johann Sebastian Bach. Keyboard Works. Robert Levin, Trevor Pinnock, Robert Hill, Peter Watchorn, Edward Aldwell, Evgeni Koroliov. Trên cây đàn cổ harpsichord và đàn organ. Label: Hanssler Classic.
- Franz Schubert. Piano Sonatas. Robert Levin. Trên cây đàn piano do Johann Fritz 1825 fortepiano. Sony Classical.
- Franz Schubert. Complete Piano Trios. Noah Bendix-Balgley (violin), Peter Wiley (cello). Le Palais des Dégustateurs
- J.S. Bach. Six Partitas BWV 825 - 830. Le Palais des Dégustateurs.
- Wolfgang Amadeus Mozart. Trio in G major K 496 (Ba động tác còn dang dở của bộ ba K 442 do Robert Levin hoàn thành). Robert Levin (piano) - Hilary Hahn (violin) - Alain Meunier (cello).  Le Palais des Dégustateurs